# My Hero Academia
My Hero Academia (僕のヒーローアカデミア?, Boku no Hīrō Akademia, lett. "La mia accademia da eroe") è un manga scritto e disegnato da Kōhei Horikoshi, serializzato sulla rivista Weekly Shōnen Jump di Shūeisha dal 7 luglio 2014 al 5 agosto 2024. Ambientato in un mondo dove i supereroi sono la norma, l'opera narra le vicende di Izuku Midoriya, un ragazzino che sogna di poter diventare a sua volta un eroe, pur essendo nato senza superpoteri.
Un adattamento anime prodotto da Bones viene trasmesso in Giappone a partire dal 3 aprile 2016. Sono stati inoltre pubblicati cinque videogiochi, tre manga spin-off, nove episodi OAV e quattro lungometraggi.

## Ambientazione
La storia è ambientata in un mondo in cui, a causa di una mutazione genetica, evidenziata in primo luogo dalla mancanza di un'articolazione del mignolo del piede, il genere umano ha ottenuto la capacità di sviluppare superpoteri denominati Quirk (個性?, Kosei, lett. "Unicità"), che nei bambini si manifestano entro l'età di quattro anni: si stima che circa l’80% della popolazione mondiale possegga un Quirk.
Esistono infinite tipologie di Quirk, ed è estremamente improbabile trovare due persone che possiedano lo stesso identico potere, a meno che non siano strettamente imparentate. Queste particolari abilità hanno consentito lo sviluppo di una nuova categoria di persone: gli Hero (ヒーロー?, Hīrō, lett. "eroe"), i quali affrontano gli individui votati al male che usano i Quirk per scopi egoistici e criminali, comunemente noti come Villain (敵?, Viran, lett. "cattivo"). Inoltre gli Hero che scelgono di esercitare l'eroismo a livello lavorativo sono riconosciuti come Pro Hero (プロヒーロー?, Puro Hīrō).
Gli hero generalmente lavorano in gruppi noti come Agenzie, composte da un Pro Hero in carica e degli hero che lavorano come aiutanti. Affinché una persona diventi un Pro Hero autorizzato, deve sottoporsi a un programma di istruzione e formazione in materia di eroismo, integrato nell'istruzione degli studenti delle scuole superiori, che include l'addestramento al salvataggio e al combattimento. Gli aspiranti Hero hanno l'opportunità di lavorare sotto Pro Heroes autorizzati. Ciò consente agli studenti di ottenere una formazione speciale, che permette loro di acquisire esperienza reale la quale può aiutarli a farsi notare da altri Pro Heroes che potrebbero volerli assumere come aiutanti dopo il diploma.
A meno che non si sia registrati come Hero, l'uso volontario del proprio Quirk in luogo pubblico è ritenuto un reato, tranne in casi eccezionali.
I Quirk sono stati raccolti in tre categorie:
- i tipi emissione (発動?, hatsudō, lett. "attivazione" o "invocazione"), il più diffuso, che dona la capacità di produrre ed emettere sostanze o alterare i materiali entro certi limiti. Come indica il nome, questo tipo di Quirk necessita di un uso cosciente e, a volte, buone capacità di concentrazione, specie per usi prolungati;
- il tipo trasformazione (変形?, henkei, lett. "deformazione"), che permette all'utilizzatore di trasformare temporaneamente il proprio corpo o parte di esso al fine di ottenere un potenziamento fisico o capacità aggiuntive. Salvo alcune eccezioni, le alterazioni dovute a questo tipo di Quirk interessano solo gli utilizzatori;
- il tipo mutante (異形?, igyō, lett. "variante"), che si mantiene sempre passivamente attivo amplificando o alterando funzioni e abilità di un organismo e, proprio per questo, induce nel portatore mutazioni corporee ben maggiori rispetto agli altri tipi, il che rende i portatori di questo tipo di Quirk facilmente riconoscibili. Gestire il controllo di queste abilità richiede comunque allenamento, e le mutazioni derivanti possono provocare ai portatori problemi o disagi.

Tutto ciò che riguarda questi poteri, inclusi i cambiamenti e meccanismi biologici che ne permettono il funzionamento nonché gli aspetti ancora ignoti, viene riassunto con l'espressione "fattore Quirk". In circostanze speciali, un secondo Quirk può essere aggiunto alla genetica di una persona. Tuttavia, acquisire più Quirk spesso mette a dura prova i portatori, dimezzando le loro capacità intellettive o la durata della loro vita. In alcuni casi, due Quirk possono fondersi e dare vita a un nuovo Quirk.
Dopo la manifestazione iniziale di un Quirk, è inoltre possibile che questi subisca un "Risveglio", e si evolva. Questo porta il Quirk a ottenere nuove abilità che prima non erano possibili. La teoria della "Singolarità dei Quirk" è una linea di pensiero popolare che suggerisce che i Quirk continueranno a mescolarsi, crescendo in forza e complessità con ogni nuova generazione, fino a svilupparsi a un punto tale in cui nessuno sarà più in grado di controllarli, in quanto il corpo umano non si evolve abbastanza velocemente per tenere il passo con lo sviluppo dei Quirk.

## Trama
Izuku Midoriya, uno studente delle scuole medie affascinato dagli Hero fin dalla più tenera età, ha sempre sognato un giorno di entrare a far parte di questa cerchia, ispirato soprattutto dalle gesta dell'impavido All Might, l'hero più potente esistito e considerato da tutti come il simbolo della pace. Tuttavia Izuku è un ormai raro essere umano nato senza Quirk, ragione per cui egli viene continuamente deriso dai suoi coetanei che lo chiamano dispregiativamente Deku (デク?) prendendo esempio da Bakugo. Izuku però non si arrende e, pur non essendo dotato di poteri, cerca lo stesso di seguire sempre il suo ideale di giustizia, tanto che un giorno il suo ardore verrà notato da All Might stesso, il quale deciderà di donargli il suo Quirk: il One For All. Ciò gli permetterà dopo molto tempo di inseguire concretamente il suo sogno ed entrare, sempre sotto l'ala protettrice di All Might, divenuto il suo mentore, nella prestigiosa scuola per supereroi: il Liceo Yuuei (雄英高校?, Yūei Kōkō, chiamato alternativamente Liceo U.A.). Qui Midoriya farà la conoscenza di molti preziosi amici e numerosi rivali, imparerà a gestire il suo potere e capirà cosa significhi veramente essere un supereroe. La nemesi gemella del suo Quirk, All For One, nonché leader della fazione nemica insieme a Shigaraki Tomura, ha come obiettivo l'eliminazione della società dei supereroi, mettendo spesso in discussione ciò che divide l'ideale di un eroe da quello di un villain.

## Personaggi
Gli eventi del manga ruotano attorno a due personaggi principali: Izuku Midoriya e l'eroe All Might, alias Toshinori Yagi. Izuku e i suoi compagni di classe, tra cui Katsuki Bakugo, Shoto Todoroki, Tenya Iida, Ochaco Uraraka, Eijiro Kirishima, Denki Kaminari, Tsuyu Asui, Momo Yaoyorozu, Kyoka Jiro, Mina Ashido, Minoru Mineta, Yuga Aoyama, Koji Koda, Mashirao Ojiro, Mezou Shouji, Fumikage Tokoyami e Toru Hagakure frequentano la classe 1-A del Liceo Yuei, che ha come insegnanti alcuni Pro Hero quali Shota Aizawa, alias Eraser Head, e lo stesso All Might.
Durante la storia si scontreranno con numerosi Villain, come l'Unione dei Villain ed il suo misterioso leader Tomura Shigaraki, Stain l'assassino di Heroes e gli Shie Hassaikai, riuscendo sempre ad avere la meglio.
Più avanti nella storia, la centralità dei personaggi si concentra sempre di più, oltre che su Izuku Midoriya, su Katsuki Bakugo e Shoto Todoroki. Il trio diviene a tutti gli effetti protagonista.

## Media

### Manga

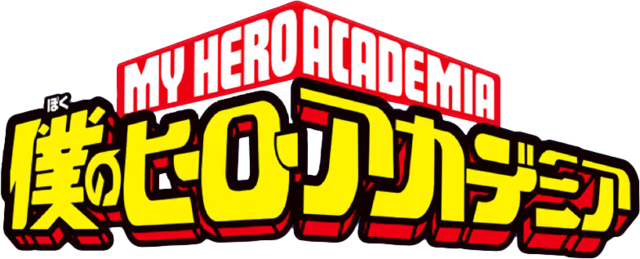
Logo della serie

Il manga, scritto e disegnato da Kōhei Horikoshi, ha iniziato la serializzazione sulla rivista Weekly Shōnen Jump di Shūeisha il 7 luglio 2014. Il primo volume tankōbon è stato pubblicato il 4 novembre 2014 e al 4 dicembre 2024 ne sono stati messi in vendita in tutto quarantadue. In Italia la serie è stata pubblicata dal 3 febbraio 2016 al 24 giugno 2025 da Star Comics. Negli Stati Uniti e nei paesi anglofoni, invece, i diritti sono stati acquistati da Viz Media, che ha iniziato a pubblicare settimanalmente i capitoli sulla webzine Shonen Jump, in contemporanea col Giappone, a partire dal 9 febbraio 2015. Un vomic di cinque minuti, basato sulla serie, è stato mandato in onda durante il programma Vomic TV il 10 gennaio 2015; Daiki Yamashita, Tesshō Genda e Yūichirō Umehara hanno interpretato rispettivamente i ruoli di Izuku Midoriya, All Might e Katsuki Bakugō.

### My Hero Academia Smash!!

Copertina del primo volume dell'edizione italiana di My Hero Academia Smash!!

Un manga yonkoma spin-off, intitolato My Hero Academia Smash!!, è disegnato da Hirofumi Neda e pubblicato inizialmente sull'app Shōnen Jump+ dal 2015 e poi in tankōbon cartacei; la serie, composta da scene ironiche, termina con il quinto volume a novembre 2017. In Italia il primo volume è stato pubblicato da Star Comics il 3 maggio 2017 mentre l'ultimo il 5 settembre 2018.
| Nº | Data di prima pubblicazione | Data di prima pubblicazione | Data di prima pubblicazione | Data di prima pubblicazione |
| Nº | Giapponese                  | Giapponese                  | Italiano                    | Italiano                    |
| -- | --------------------------- | --------------------------- | --------------------------- | --------------------------- |
| 1  | 4 aprile 2016               | ISBN 978-4-08-880667-9      | 3 maggio 2017               | ISBN 978-88-226-0490-3      |
| 2  | 4 novembre 2016             | ISBN 978-4-08-880864-2      | 1º aprile 2018              | ISBN 978-88-226-0907-6      |
| 3  | 2 giugno 2017               | ISBN 978-4-08-881116-1      | 1º giugno 2018              | ISBN 978-88-226-0881-9      |
| 4  | 4 settembre 2017            | ISBN 978-4-08-881157-4      | 1º agosto 2018              | ISBN 978-88-226-1112-3      |
| 5  | 2 novembre 2017             | ISBN 978-4-08-881173-4      | 5 settembre 2018            | ISBN 978-88-226-1154-3      |

### Vigilante: My Hero Academia Illegals
Vigilante: My Hero Academia Illegals, è un prequel della serie principale scritta da Hideyuki Furuhashi e illustrata da Betten Court, pubblicato dal 20 agosto 2016 al 28 maggio 2022. I capitoli sono stati raccolti in 15 volumi.

### My Hero Academia Team Up Mission
My Hero Academia Team Up Mission (僕のヒーローアカデミア チームアップミッション?, Boku no Hīrō Akademia Chīmu Appu Misshon) è un manga spin-off scritto e disegnato da Yōkō Akiyama, pubblicato sul Saikyō Jump di Shūeisha dal 2 agosto 2019, con un capitolo prologo che ha debuttato su Jump GIGA il 4 marzo 2019. Il capitolo finale è stato pubblicato nel numero di febbraio della rivista il 4 gennaio 2025. I capitoli sono stati raccolti in otto volumi tankōbon, pubblicati dal 4 marzo 2020 al 2 maggio 2025. In Italia la serie è edita da Star Comics, con la pubblicazione del primo volume avvenuta il 1º settembre 2021.
| Nº | Titolo italiano Giapponese 「Kanji」 - Rōmaji | Data di prima pubblicazione            | Data di prima pubblicazione              |
| Nº | Titolo italiano Giapponese 「Kanji」 - Rōmaji | Giapponese                             | Italiano                                 |
| 1  | Cominciano le nuove Mission 「始まれ新制更」 - Hajimare Nyū Misshon | 4 marzo 2020 ISBN 978-4-08-882249-5    | 1º settembre 2021 ISBN 978-88-226-2637-0 |
| 1  | Capitoli - One-shot. Team Up Mission: prequel (チームアップミッション：前日譚?, Chīmu Appu Misshon: Zenjitsutan) - 1. Cominciano le nuove Mission (始まれ新制度?, Hajimare Nyū Misshon) - 2. Infiltrazione! Lo Hero più veloce (潜入！最速のヒーロー?, Sen'nyū! Saisoku no Hīrō) - 3. Due supporter (二人のサポーター?, Futari no Sapōtā) - One-shot. Chi è il nobile principe? (王子さまは誰！？?, Ōji-sama wa dare!?) - One-shot. Arrivano gli Heroes! (ヒーローたちがやつてまた！?, Hīrō-tachi ga Yatsute Mata!) - One-shot. Siamo tutti lo Hero di qualcuno (きっと誰もが誰かのヒーロー?, Kitto daremoga dareka no Hīrō) |                                        |                                          |
| 2  | Shoto and show 「ショーと焦凍くん」 - Shō to Shōto-kun | 2 aprile 2021 ISBN 978-4-08-882591-5   | 5 gennaio 2022 ISBN 978-88-226-2921-0    |
| 2  | Capitoli - 4. Quelli che conoscono l'abisso (深淵の理解者?, Shin'en no rikai-sha) - 5. Addestramento infernale (地獄の修業?, Jigoku no shūgyō) - 6. Forza, Ojiro! (いいぞガンバレ 尾白くん！?, Ī zo ganbare Ojiro-kun!) - 7. Su "Radio Put Your Hands Up" con Might e Mic (マイトとマイクのぷちゃへんざレディオ?, Maito to Maiku no puchahenza Redio) - 8. Monoma VS. Sezione A (A組VS物間くん?, Ē-gumi bāsasu Monoma-kun) - 9. Mai abusare delle allucinazioni! (幻覚濫用ダメ、絶対！?, Genkaku ran'yō dame, zettai!) - One-shot. Deku & Bakugo: rising - prima parte (出久&爆轟:ライジング 前編?, Deku & Bakugo: Raijingu zenpen) - One-shot. Deku & Bakugo: rising - seconda parte (出久&爆豪:ライジング 後編?, Deku & Bakugo: Raijingu kōhen) |                                        |                                          |
| 3  | Animal panic 「アニマル・パニック」 - Animaru Panikku | 4 febbraio 2022 ISBN 978-4-08-882875-6 | 3 agosto 2022 ISBN 978-88-226-3342-2     |
| 3  | Capitoli - 10. Il momento di popolarità di Mineta (峰田くんのモテ期?, Mineta-kun no moteki) - 11. La divinità protettrice della valle (緑の谷の守り神?, Midori no tani no mamorigami) - 12. La commissione di Shinso (心操くんのおつかい?, Shinsō-kun no otsukai) - 13. High calorie girls (ハイカロリー・ガールズ?, Haikarorī Gāruzu) - 14. Shuffle, 1-A! (シャッフれ！1-A?, Shaffure! 1-A) - 15. La via selvaggia è la via della belva (ワイルドの道はケモノ道?, Wairudo no michi wa kemono michi) - 16. Il viaggio in Giappone della famiglia Soul (ソウル一家の日本旅行?, Sōru ikka no Nihon ryokō) |                                        |                                          |
| 4  | La vita quotidiana degli Heroes 「比呂たちの日常」 - Hīrōtachi no nichijō | 4 ottobre 2022 ISBN 978-4-08-883262-3  | 14 giugno 2023 ISBN 978-88-226-4064-2    |
| 4  | Capitoli - 17. Prova di coraggio... da urlo! (叫べ…肝試シ?, Sakebe... kimodameshi) - 18. Superate il punto K! (K点を超えろ！?, Kē-ten o koero!) - 19. Happy apple day (HAPPY APPLE DAY?, Happī Appuru Dē) - 20. Creators file (クリエイターズ・ファイル?, Kurieitāzu Fairu) - 21. Dodge day (DODGE DAY?, Dojji Dei) - 22. Hawks' private room (HAWKS' PRIVATE ROOM?, Hōkusu Puraibēto Rūmu) - 23. Le buone maniere di Iida (飯田の作法?, Īda no sahō) |                                        |                                          |
| 5  | Surreal heroism 「シュールヒロイズム」 - Shūru Hiroizumu | 2 giugno 2023 ISBN 978-4-08-883626-3   | 25 giugno 2024 ISBN 978-88-226-4996-6    |
| 5  | Capitoli - 24. L'isola dei sogni e della realtà (夢現の島?, Yumeutsusu no shima) - 25. Le grandi pulizie dello Yuei (雄英大掃除?, Yūei ōsōji) - 26. Open day allo Yuei (雄英体験入学?, Yūei taiken nyūgaku) - 27. Surreal heroism (シュールヒロイズム?, Shūru Hiroizumu) - 28. Fan dei funghi, fun! (オシノキノコノコ?, Oshi no kinokonoko) - 29. Mochitsuki Rush (MOCHITSUKI RUSH?, Mochitsuki Rasshu) - 30. Tempo libero (良き余暇?, Yoki yoka) - 31. Tight corrections, unique clothes (タイトな矯正とユニークな衣服?, Taito na kyōsei to yunīku ifuku) |                                        |                                          |
| 6  | 「ゴーイング・ マイウェイ」 - Gōingu Mai Uei | 4 aprile 2024 ISBN 978-4-08-883828-1   | 11 novembre 2025 ISBN 978-88-226-6345-0  |
| 6  | Capitoli - 32. (活真とカラクリ屋敷の秘密?, Katsuma to Karakuri yashiki no himitsu) - 33. (トラッシュ・ラッシュ?, Torasshu Rasshu) - 34. (井の中の青蛙?, I no naka no aogaeru) - 35. (ゴーイング・ マイウェイ?, Gōingu Mai Uei) - 36. (ケミィのマジ特訓?, Kemī no maji tokkun) - 37. (恋の煩い?, Koi no wazurai) - 38. (熱筆! 吹出くん?, Neppitsu! Fukidashi-kun) - 39. (ファットガムは太りたい?, Fattogamu wa futoritai) |                                        |                                          |
| 7  | 「最高の一枚」 - Saikō no ichi mai | 4 dicembre 2024 ISBN 978-4-08-884299-8 | —                                        |
| 7  | Capitoli - 40. (ジェントル・イン・ザ・ジェイル?, Jentoru in za Jeiru) - 41. (不思議の街のネジレちゃん?, Fushigi no machi no Nejire-chan) - 42. (虎の我ーズブートキャンプ+?, Tora no Warēzu Būtokyanpu+) - 43. (ヤオモモセール開知奇譚?, Yaomomo Sēru kaichi kitan) - 44. (PHANTOMTHIEF?, Fantomu Shīfu) - 45. (アクアリウム?, Akuariumu) - 46. (最高の一枚?, Saikō no ichimai) - One-shot. (エンデヴァーズ ミッション?, Endevāzu Misshon) |                                        |                                          |
| 8  | 「英雄集結!」 - Eiyū shūketsu! | 2 maggio 2025 ISBN 978-4-08-884458-9   | —                                        |
| 8  | Capitoli - 47. (GTA?, Gurēto Tīchā Ōru Maito) - 48. (雄英手芸同好会?, Yūei shugei dōkō-kai) - 49. (ピンキーダンス?, Pinkī Dansu) - 50. (Look for Unknown?) - 51. (共闘?, Kyōtō) - 52. (集え!チームアップミッション?, Tsudoe! Chīmu Appu Misshon) - One-Shot. (コネクトトゥザデイ?, Konekuto Tu Za Dei) |                                        |                                          |

### Anime

Copertina del primo Blu-Ray italiano dell'anime.

Rivelato sull'account Twitter ufficiale del manga e poi annunciato ufficialmente sul numero 49 del Weekly Shōnen Jump di Shūeisha, un adattamento anime, prodotto da Bones e diretto da Kenji Nagasaki, viene trasmesso in Giappone dal 3 aprile 2016. La serie è composta di sei stagioni, la prima è stata trasmessa sulla rete MBS, dalla seconda stagione la trasmissione avviene su NTV e ytv.
Per l'estero la serie è stata distribuita da Funimation in America del Nord, Regno Unito e Irlanda. A partire dalla seconda stagione viene distribuita in Nord America anche da Hulu (fino alla quinta stagione) e in altri territori da Crunchyroll. In seguito alla fusione di Funimation e Crunchyroll, quest'ultimo diviene l'unico distributore internazionale in simulcast della serie dalla sesta stagione. La pubblicazione in simulcast dell'anime con sottotitoli in italiano è stata offerta da VVVVID per le prime quattro stagioni e da Crunchyroll a partire dalla quarta stagione.
L'edizione italiana dell'anime è stata realizzata da VIZ Media Europe, poi diventata nel 2020 Crunchyroll EMEA, in collaborazione con Turner Broadcasting System Italia fino alla quinta stagione. La supervisione editoriale (revisione e approvazione testi) all'edizione italiana è di Tania Gaspardo per conto di Crunchyroll e Turner nelle prime cinque stagioni. Il doppiaggio delle prime tre stagioni è stato eseguito dalla Merak Film coadiuvata per quello della terza dalla ADC Group, che ha realizzato anche quello della quarta e quinta stagione a causa della chiusura della Merak Film. Dopo la chiusura anche di questo studio, il doppiaggio della sesta stagione passa a VSI Milan. Successivamente il doppiaggio della settima stagione passa allo studio Red Audio Solutions. L'anteprima nazionale del primo episodio doppiato in italiano è avvenuta il 22 luglio 2018 presso la fiera Riminicomix. Le prime cinque stagioni sono state trasmesse su Italia 2 dal 17 settembre 2018 al 27 luglio 2022. A partire dalla seconda stagione è stata introdotta la sigla italiana My Hero Academia di Giorgio Vanni e dalla terza stagione gli episodi trasmessi adoperano il master dedicato alla trasmissione occidentale distribuito da Funimation, con la localizzazione dei testi in sovrimpressione e i crediti tradotti in inglese nelle sigle. Da dicembre 2023 la localizzazione italiana è passata a Crunchyroll. La piattaforma ha distribuito gli episodi della sesta stagione doppiati in italiano dal 6 gennaio 2024 e ha poi proseguito trasmettendo in simuldub il doppiaggio della settima stagione dal 25 maggio al 2 novembre del 2024.
La serie viene distribuita in home video in Giappone dalla Toho e in Italia dalla Dynit.

#### Colonna sonora
La colonna sonora della trasposizione animata è composta da Yūki Hayashi, cantante e compositore giapponese.
| Sigle di apertura | Sigle di apertura                                            | Sigle di apertura          | Sigle di apertura | Sigle di apertura |
| #                 | Titolo                                                       | Artista                    | Episodi           |                   |
| ----------------- | ------------------------------------------------------------ | -------------------------- | ----------------- | ----------------- |
| 1                 | THE DAY                                                      | Porno Graffitti            | 1–13              |                   |
| 2                 | Peace Sign (ピースサイン?, Pīsu sain, lett. "Segno di pace") | Kenshi Yonezu              | 14–26             |                   |
| 3                 | Sora ni utaeba (空に歌えば? lett. "Cantando al cielo")       | amazarashi                 | 27–38             |                   |
| 4                 | ODD FUTURE                                                   | UVERworld                  | 39–51             |                   |
| 5                 | Make my story                                                | Lenny code fiction         | 52–63             |                   |
| 6                 | Polaris (ポラリス? lett. "Stella Polare")                    | BLUE ENCOUNT               | 64–77             |                   |
| 7                 | Starmarker                                                   | KANA-BOON                  | 78–88             |                   |
| 8                 | No.1                                                         | DISH                       | 89–101            |                   |
| 9                 | Merry-go-round                                               | MAN WITH A MISSION         | 102–113           |                   |
| 10                | Hitamuki (ひたむき? lett. "Risoluto")                        | Super Beaver               | 114–126           |                   |
| 11                | Bokura no (ぼくらの?)                                        | Eve                        | 127–138           |                   |
| 12                | Tagatame (誰我為?)                                           | TK from Ling tosite sigure | 139–147           |                   |
| 13                | Curtain Call (カーテンコール?, Kātenkōru)                    | Yūri                       | 148–159           |                   |

| Sigle di chiusura | Sigle di chiusura                                                                                         | Sigle di chiusura  | Sigle di chiusura | Sigle di chiusura |
| #                 | Titolo | Artista            | Episodi           |                   |
| ----------------- | --- | ------------------ | ----------------- | ----------------- |
| 1                 | HEROES | Brian the Sun      | 1–13              |                   |
| 2                 | Dakara, hitori ja nai (だから、ひとりじゃない? lett. "Ecco perché non sono solo")                         | LittleGleeMonster  | 13.5–26           |                   |
| 3                 | Datte atashi no hero. (だってアタシのヒーロー。?, Datte atashi no hīrō., lett. "Perché sei il mio eroe.") | LiSA               | 27–38             |                   |
| 4                 | Update (アップデート?, Appudēto)                                                                          | Miwa               | 39–51             |                   |
| 5                 | Long Hope Philia                                                                                          | Masaki Suda        | 52–63             |                   |
| 6                 | Koukai No Uta                                                                                             | Sayuri             | 64–77             |                   |
| 7                 | Shout Baby                                                                                                | Ryokuōshoku Shakai | 78–88             |                   |
| 8                 | Ashiato                                                                                                   | the peggies        | 89–101            |                   |
| 9                 | Uso janai                                                                                                 | Soushi Sakiyama    | 102–113           |                   |
| 10                | Sketch (スケッチ?, Suketchi)                                                                              | Kiro Akiyama       | 114–126           |                   |
| 11                | Kitakaze (キタカゼ?)                                                                                      | Six Lounge         | 127–138           |                   |
| 12                | Tsubomi (蕾?)                                                                                             | Omoinotake         | 139–147           |                   |
| 13                | Rokutōsei (六等星?)                                                                                       | Zarame             | 148–159           |                   |

#### Sigla italiana
- My Hero Academia, musica di Giorgio Vanni e Max Longhi, testo di Alessandra Valeri Manera, cantata da Giorgio Vanni (edita da LoVa Music)[69][70]

La canzone della sigla italiana è stata adoperata dalla seconda alla quinta stagione e con la trasmissione della sesta su Italia 2 e sostituisce le relative sigle di apertura e chiusura giapponesi. Il taglio televisivo presenta una parte strumentale differente da quella del brano completo (pubblicato nell'album Toon Tunz).
Nella prima stagione la sigla è stata successivamente aggiunta su Crunchyroll. Nella settima stagione in simulcast è stata adottata da Crunchyroll la sigla giapponese.

### Videogiochi
A novembre 2015 è stato annunciato un videogioco ispirato al manga, My Hero Academia: Battle for All, sviluppato da Dimps. È stato pubblicato in Giappone da Bandai Namco Entertainment per la console Nintendo 3DS il 19 maggio 2016.
Un secondo videogioco, intitolato My Hero: One's Justice e destinato a PlayStation 4, Nintendo Switch, Xbox One e Microsoft Windows, è stato pubblicato il 23 agosto 2018.
Izuku Midoriya, All Might, Katsuki Bakugo e Shoto Todoroki sono comparsi come personaggi giocabili anche nel videogioco crossover Jump Force.
Il terzo videogioco tratto dalla serie, intitolato My Hero: One's Justice 2, è stato pubblicato su PlayStation 4, Nintendo Switch, Xbox One e Microsoft Windows l’11 marzo 2020.
Un quarto videogioco, intitolato My Hero Academia: The Strongest Hero, è stato pubblicato negli App Store e Google Play Store sui dispositivi iOS e Android nella primavera 2021.
Un quinto videogioco, intitolato My Hero Ultra Rumble, è stato pubblicato su Nintendo Switch, PlayStation 4, Xbox One, Microsoft Windows il 28 settembre 2023.

### Film
Nel dicembre 2017 è stata annunciata una trasposizione in lungometraggio anime, che narra una storia originale. Il film, intitolato My Hero Academia: Two Heroes, è stato distribuito nelle sale cinematografiche giapponesi a partire dal 3 agosto 2018. Il film è stato distribuito nei cinema italiani dalla Nexo Digital su licenza Dynit il 23 e 24 marzo 2019.
Nel luglio 2019, durante l'Anime Expo 2019, viene annunciato il titolo di un secondo lungometraggio: My Hero Academia: Heroes Rising. Il film è uscito nelle sale giapponesi il 20 dicembre 2019. In Italia è stato acquistato anch'esso su licenza Dynit ed è stato pubblicato su Netflix il 24 dicembre 2020.
Nel novembre 2020, sulle pagine di Weekly Shonen Jump, è stata annunciata la produzione del terzo film animato: My Hero Academia: World Heroes' Mission, che è uscito nelle sale giapponesi il 6 agosto 2021. Il film è stato distribuito nei cinema italiani da Nexo Digital su licenza Dynit dal 18 al 21 novembre 2021.
A fine gennaio 2024, nell'account di "Shonen Jump News", è stato annunciato il quarto film dell'anime, My Hero Academia: You're Next, di cui Horikoshi è il supervisore. Il film è uscito nelle sale giapponesi il 2 agosto dello stesso anno. In Italia i diritti sono acquistati da Crunchyroll ed è uscito nelle sale italiane il 10 ottobre dello stesso anno.

## Accoglienza

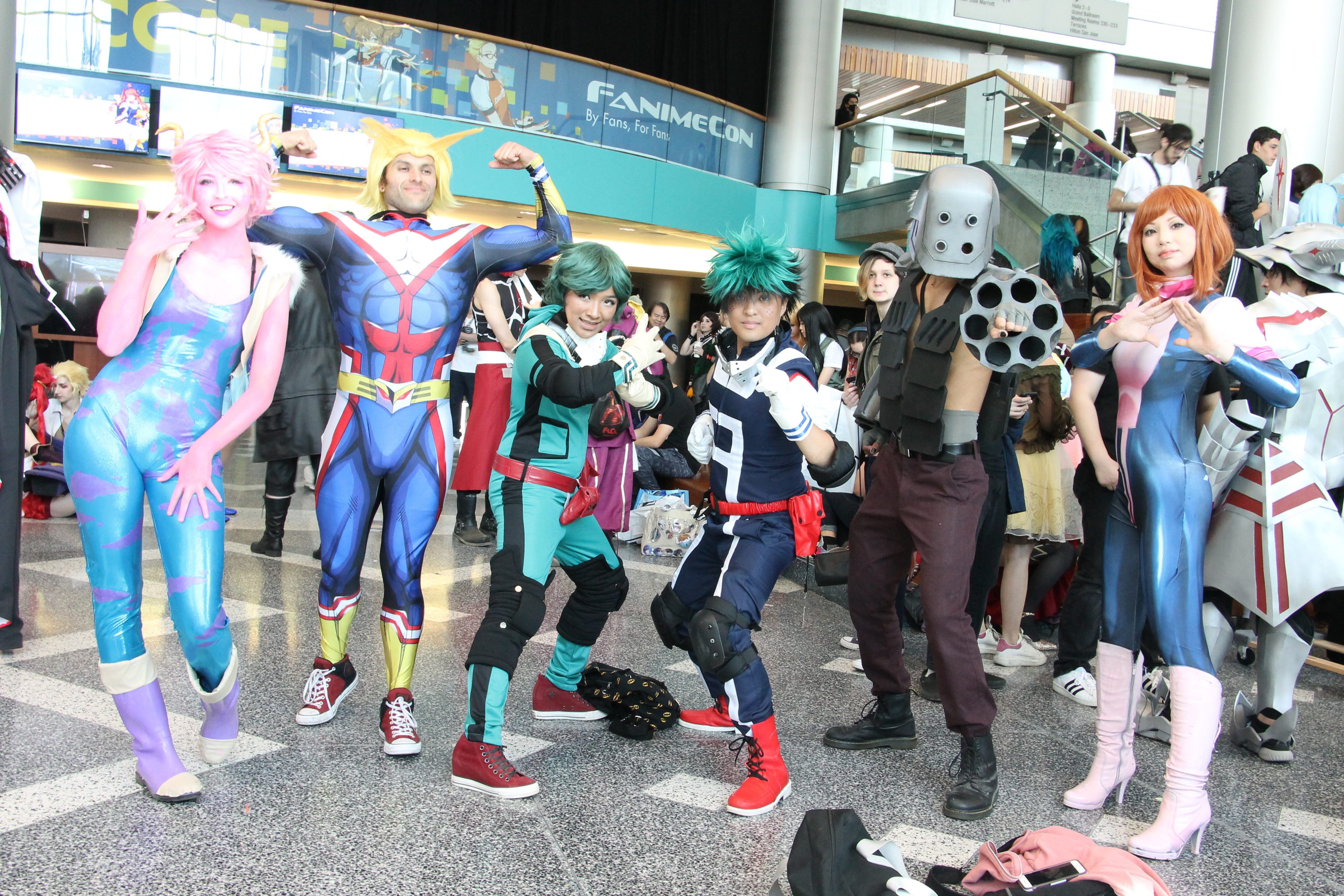
Cosplay di vari personaggi della serie

La serie è stata nominata all'ottavo Manga Taishō. Il primo volume ha raggiunto la settima posizione nella classifica di manga settimanale di Oricon del 3–9 novembre 2014 grazie alla vendita di 71.575 copie, superando poi le 157.000 unità entro il 7 dicembre dello stesso anno. Durante la prima settimana dal debutto, il secondo volume si è classificato invece al sesto posto con 167.531 copie, raggiungendo poi una stima complessiva di 205.179 copie vendute entro il 18 gennaio 2015. Nel 2018, il manga principale e lo spin-off Vigilantes hanno raggiunto i 17 milioni di copie vendute. A maggio 2019 le vendite totali del manga sono oltre 22 milioni, mentre a luglio del 2020 le copie in circolazione arrivano a 27 milioni. Durante la fine del 2019, la serie fu bandita dalla Cina, poiché Horikoshi aveva chiamato un personaggio villain "Shiga Maruta", nome degli stessi esperimenti che venivano fatti sugli esseri umani nella seconda guerra mondiale in Cina. Horikoshi e Shūeisha si sono ufficialmente scusati e hanno affermato che sulla pubblicazione in tankōbon il nome del villain sarebbe stato cambiato. My Hero Academia risulta essere l'ottavo manga con più copie vendute nel 2020 secondo oricon, con 6.003.589 copie. Durante la fine di marzo del 2021, Shueisha annuncia tramite il proprio profilo twitter che il manga ha raggiunto il traguardo delle 50 milioni di copie in circolazione nel mondo; mentre al febbraio 2022 questo dato viene incrementato a 65 milioni.
Nel sondaggio Manga Sōsenkyo 2021 indetto da TV Asahi, 150 000 persone hanno votato la loro top 100 delle serie manga e My Hero Academia si è classificata al 16º posto.